# Escort (revista)
Escort es una revista para adultos británica que tiene por temática la pornografía softcore. La revista es una de las cabeceras de la editorial Paul Raymond Publications, que reúne otros títulos como Men's Only, Razzle o Club International.
A finales de 1958, una primigenia revista que tenía el nombre de Escort salió al mercado británico, posando en las mismas modelos de corte pin up y con una publicación semanal. La revista se mantuvo en activo hasta 1971. Diez años después, el editor Paul Raymond se decidió a publicar una revista que cogiera la esencia de la antes citada para llevarla a la élite de las revistas pornográficas en el Reino Unido. Su contenido combinaba fotografías con texto, así como fotografías que tenían casi en su totalidad mujeres desnudas o semidesnudas.
Escort se especializa en imágenes de modelos amateurs (es decir, no profesionales). Algunas de las mismas son enviadas a la revista por lectores, conocidas cariñosamente como "esposas de lectores". A menudo presenta tomas fotográficas tomadas en un lugar "normal" como un pub, o al aire libre en un lugar familiar para los lectores británicos. En 2013, la revista fue descrita por Pierre Perrone, exeditor de una revista para Paul Raymond Publications , como "de bajo perfil".
Hasta 1995, Escort tenía una portada distintiva, que se doblaba en un póster. Este diseño, que era recortable, permitió que algunas imágenes más pequeñas en la página de contenido fueran visibles, dando así un adelanto de otras mujeres posando en la revista; una de estas imágenes más pequeñas solía ser la de la revista "Las chicas de..." que muestra a mujeres posando en varios lugares de la ciudad elegida de ese tema.
Escort está publicado por Paul Raymond Publications, que también publica otros títulos similares, incluyendo Club International, Mayfair, Men's Only, Men's World y Razzle. Suele venderse generalmente en la mayoría de los estancos de periódicos del Reino Unido, aunque algunos minoristas más grandes requieren a veces un documento de identidad para prohibir su venta a menores de edad.